# Conjectures de Hardy-Littlewood sur la fonction zêta
En mathématiques, les conjectures de Hardy-Littlewood sur la fonction zêta, d'après Godfrey Harold Hardy et John Edensor Littlewood, sont deux conjectures concernant la répartition et la densité des zéros de la fonction zêta de Riemann.

## Conjectures
En 1914, Godfrey Harold Hardy a prouvé que la fonction zêta de Riemann {\displaystyle \zeta {\bigl (}{\tfrac {1}{2}}+it{\bigr )}} a une infinité de zéros réels.
Soit {\displaystyle N(T)} le nombre de zéros réels inférieurs, {\displaystyle N_{0}(T)} le nombre de zéros d'ordre impair de la fonction {\displaystyle \zeta {\bigl (}{\tfrac {1}{2}}+it{\bigr )}}, situés sur l'intervalle {\displaystyle ]0,T]} .
Hardy et Littlewood ont avancé deux conjectures.
1. Pour tout {\displaystyle \varepsilon >0}, il existe {\displaystyle T_{0}=T_{0}(\varepsilon )>0} tel que pour {\displaystyle T\geq T_{0}} et {\displaystyle H=T^{0.25+\varepsilon }} l'intervalle {\displaystyle ]T,T+H]} contient un zéro d'ordre impair de la fonction {\displaystyle \zeta {\bigl (}{\tfrac {1}{2}}+it{\bigr )}} .
2. Pour tout {\displaystyle \varepsilon >0}, il existe {\displaystyle T_{0}=T_{0}(\varepsilon )>0} et {\displaystyle c=c(\varepsilon )>0}, tels que pour {\displaystyle T\geq T_{0}} et {\displaystyle H=T^{0.5+\varepsilon }} l'inégalité {\displaystyle N_{0}(T+H)-N_{0}(T)\geq cH} est vérifiée.

## Avancés
En 1942, Atle Selberg étudia le problème 2 et prouva que pour tout {\displaystyle \varepsilon >0} il existe {\displaystyle T_{0}=T_{0}(\varepsilon )>0} et {\displaystyle c=c(\varepsilon )>0}, tels que pour {\displaystyle T\geq T_{0}} et {\displaystyle H=T^{0.5+\varepsilon }} ont ait l'inégalité {\displaystyle N(T+H)-N(T)\geq cH\log T}.
À son tour, Selberg fait une conjecture selon laquelle il est possible de diminuer la valeur de l'exposant {\displaystyle a=0.5} pour {\displaystyle H=T^{0.5+\varepsilon }}, ce qui a été prouvé 42 ans plus tard par A. Karatsuba.